# Holalakere, Arsikere
Holalakere là một làng thuộc tehsil Arsikere, huyện Hassan, bang Karnataka, Ấn Độ.